# Семиси Наево
Семиси Наево (енгл. Semisi Naevo; 3. мај 1976) бивши је фиџијански рагбиста. Његов отац је био репрезентативац Фиџија, а и његова два брата Апениса и Маноа су такође професионални рагбисти. Добро обара у одбрани, а добар је и у ауту. Био је део репрезентације Фиџија на светском купу 2007. одржаном у Француској. Одиграо је 9 тест мечева за рагби 15 репрезентацију Фиџија и 19 тест мечева за рагби 7 репрезентацију Фиџија. 